# 小行星2604
小行星2604（2604 Marshak）是一颗围绕太阳公转的小行星。1972年6月13日，塔瑪拉·斯米爾諾娃在克里米亚发现了此天体。
該小行星以俄羅斯詩人薩穆伊爾·馬爾夏克命名。
这颗小行星的绝对星等为134.6856830706871等。